# Trzy formy jedności
Trzy Formy Jedności – stanowią księgi symboliczne wielu kościołów ewangelicko-reformowanych, czyli wywodzących się z tzw. kalwinizmu kontynentalnego, w odróżnieniu od drugiego głównego nurtu kalwinizmu, jakim jest prezbiterianizm. Do trzech form jedności zalicza się:
- Konfesję belgijską,
- Katechizm Heidelberski,
- Kanony z Dordrechtu.

W Polsce trzy formy jedności przyjęła jako jeden ze swych symboli Konfederacja Ewangelicznych Kościołów Reformowanych w Polsce.

## Historia
W latach 1618–1619 rząd holenderski z ramienia holenderskiego kościoła reformowanego zwołał synod w Dort. W obradach oprócz delegatów holenderskich wzięło udział dwudziestu ośmiu delegatów z ośmiu krajów. Jedną z decyzji synodu w Dort było dodanie do powszechnie już używanych w kościołach reformowanych w Holandii Belgijskiego Wyznania Wiary i Katechizmu Heidelberskiego również Kanonów z Dort.